# PFK Žemčužina Jalta
Professionalnyj futbolnyj klub Žemčužina Jalta (rusky Профессиональный футбольный клуб «Жемчужина» (г. Ялта)) byl ruský fotbalový klub z Jalty. Klub byl založen v roce 2010. V sezóně 2013/13 hrál klub ukrajinskou Druha Lihu, po konci sezóny z ní byl ovšem vyloučen kvůli dluhům. Obnoven byl v roce 2014 po ruské anexi Krymu. 1. ledna 2015 byl klub společně s týmy FK SKČF Sevastopol a FK TSK Simferopol vyloučen z ruského svazu kvůli nátlaku UEFA o jejich statusu v rámci ukrajinské krize. Po vyloučení z ruského svazu byl klub ve stejném roce rozpuštěn.

## Historické názvy
Zdroj: 
- 2010 – FK Žemčužina Jalta (Futbolnyj klub Žemčužina Jalta)
- 2014 – PFK Žemčužina Jalta (Professionalnyj futbolnyj klub Žemčužina Jalta)

## Poslední soupiska
Aktuální k září 2014
| Číslo |       | Pozice | Hráč                 |
| ----- | ----- | ------ | -------------------- |
|       | Rusko | B      | Michail Petruščenkov |
|       | Rusko | B      | Stanislav Plochich   |
|       | Rusko | O      | Timur Burajev        |
|       | Rusko | O      | Sergej Gališnikov    |
|       | Rusko | O      | Konstantin Kadejev   |
|       | Rusko | O      | Juri Kulikov         |
|       | Rusko | O      | Alexej Paščenko      |
|       | Rusko | O      | Sergej Terjochin     |
|       | Rusko | O      | Andrej Volobujev     |
|       | Rusko | O      | Arťom Jankovskij     |
|       | Rusko | O      | Pavel Jevsejev       |
|       | Rusko | Z      | Grigori Četverik     |

| Číslo |       | Pozice | Hráč                   |
| ----- | ----- | ------ | ---------------------- |
|       | Rusko | Z      | Taimuraz Karacev       |
|       | Rusko | Z      | Alim Kumjkov           |
|       | Rusko | Z      | Alan Kusov             |
|       | Rusko | Z      | Sergej Pestrjakov      |
|       | Rusko | Z      | Šota Pilijev           |
|       | Rusko | Z      | Dmitri Šikurin         |
|       | Rusko | Z      | Oleg Cimbalar          |
|       | Rusko | Z      | Bekchan Usmanov        |
|       | Rusko | Z      | Vjačeslav Jemeljanenko |
|       | Rusko | Ú      | Artjom Kolešičenko     |
|       | Rusko | Ú      | Roman Maksimov         |
|       | Rusko | Ú      | Aleksej Skokov         |

## Umístění v jednotlivých sezonách
Zdroj: 
Legenda: Z - zápasy, V - výhry, R - remízy, P - porážky, VG - vstřelené góly, OG - obdržené góly, +/- - rozdíl skóre, B - body, červené podbarvení - sestup, zelené podbarvení - postup, fialové podbarvení - reorganizace, změna skupiny či soutěže
| Ukrajina (2012 – 2013) |               |        |                                                            |                                                            |                                                            |                                                            |                                                            |                                                            |                                                            |                                                            |                                                            |
| Sezóny                 | Liga          | Úroveň | Z                                                          | V                                                          | R                                                          | P                                                          | VG                                                         | OG                                                         | +/-                                                        | B                                                          | Pozice                                                     |
| 2012/13                | Druha liha    | 3      | 24                                                         | 4                                                          | 4                                                          | 16                                                         | 21                                                         | 48                                                         | -27                                                        | 13                                                         | 13.                                                        |
| Rusko (2014 – 2015)    |               |        |                                                            |                                                            |                                                            |                                                            |                                                            |                                                            |                                                            |                                                            |                                                            |
| Sezóny                 | Liga          | Úroveň | Z                                                          | V                                                          | R                                                          | P                                                          | VG                                                         | OG                                                         | +/-                                                        | B                                                          | Pozice                                                     |
| 2014/15                | PFL – sk. Jug | 3      | Klub byl vyloučen z ruského svazu, výsledky byly anulovány | Klub byl vyloučen z ruského svazu, výsledky byly anulovány | Klub byl vyloučen z ruského svazu, výsledky byly anulovány | Klub byl vyloučen z ruského svazu, výsledky byly anulovány | Klub byl vyloučen z ruského svazu, výsledky byly anulovány | Klub byl vyloučen z ruského svazu, výsledky byly anulovány | Klub byl vyloučen z ruského svazu, výsledky byly anulovány | Klub byl vyloučen z ruského svazu, výsledky byly anulovány | Klub byl vyloučen z ruského svazu, výsledky byly anulovány |